# Eufrosina de Poloțk
Eufrosina de Poloțk (sau Polatsk, Połack) (în belarusă Еўфрасіння Полацкая; n. 1101-1104 - d. 1173) a fost nepoata prințului Vseslav de Poloțk și fiica prințului Sviatoslav de Poloțk. Ea este unul dintre cei 15 sfinți patroni ai Belarusului, care sunt sărbătoriți în Biserica Ortodoxă din Belarus, în prima duminică după Rusalii, o sărbătoare care a fost instituită în 1984, anul canonizării sale.

## Viața
Predslava s-a născut între 1101 și 1104, în familia nobilă a lui Rurik, ai cărei membri au fost ducii principatului de Poloțk, care se afla pe teritoriul statului modern Belarus. Tatăl ei era prințul Sviatoslav-Gheorghi Vseslavici, al doilea fiu al lui Vseslav Vrăjitorul.
Ea a refuzat toate cererile în căsătorie și, fără știrea părinților ei, a fugit la mănăstire, unde mătușa ei era stareță. A devenit călugăriță și a luat numele de Eufrosina. Cu binecuvântarea episcopului de Poloțk, ea a început să trăiască în apropiere de catedrala Sf. Sofia, unde și-a petrecut timpul copieind cărți. Banii astfel câștigați i-a distribuit celor săraci.
În jurul anului 1128 episcopul Ilie de Polotsk i-a încredințat Eufrosinei sarcina de a organiza o mănăstire de călugărițe. La nou-construita mănăstire Schimbarea la Față a Mântuitorului din Selțe, ea le-a învățat pe tinerele femei să copieze cărți, să cânte, să brodeze și să realizeze alte obiecte de artizanat. Prin eforturile sale, a fost construită în 1161 o catedrală care a supraviețuit până în prezent.
Ea a fondat, de asemenea, o mănăstire de călugări închinată Maicii Domnului, precum și două biserici. Biserica Sfântului Mântuitor există și astăzi și este considerat a fi cel mai prețios monument de arhitectură veche din Belarus.
Spre sfârșitul vieții ei, ea a întreprins un pelerinaj la Constantinopol și în Țara Sfântă. Patriarhul Mihail al II-lea al Constantinopolului i-a dat o icoană a Maicii Domnului, care este numită acum Fecioara din Korsun. Regele cruciat Amalric I al Ierusalimului a primit-o, de asemenea, în Țara Sfântă. Ea a murit în jurul anului 1173. Trupul ei a fost transportat, după cucerirea Ierusalimului în 1187 de către Saladin, de călugări la Kiev și depus în Lavra Pecerska. Abia în anul 1910 moaștele sfintei au fost aduse înapoi în orașul ei natal Polatsk.

## Venerarea
Ziua ei de prăznuire este celebrată la 23 mai. Eufrosina este singura sfântă fecioară de origine slavă de est.
Eufrosina (sau Efrosinia) de Poloțk este una dintre sfintele patroane ale Belarusului.

## Crucea Sfintei Eufrosina
Crucea Sfintei Eufrosina a fost o splendidă cruce creată la porunca ei de către un maestru local, Lazar Bohșa (în belarusă Лазар Богша). Crucea de aur a fost decorată cu emailuri și pietre prețioase și oferită de ea Bisericii Sfântului Mântuitor în 1161. De o frumusețe deosebita, relicva a supraviețuit mai multor secole de tulburări politico-militare până la cel de-al Doilea Război Mondial, când a dispărut în mod misterios în timpul evacuării muzeului în 1941. Crucea a fost văzută pentru ultima dată la Moghilău. În pofida eforturilor depuse de guvernul Belarusului pentru a da de urma ei la începutul anilor 1990, ceea ce a inclus căutarea chiar și în colecțiile particulare din Statele Unite ale Americii, nu s-a mai aflat nimic despre ea.